# Slump Mountain
Der Slump Mountain ist ein 2195 m hoher Berg im ostantarktischen Viktorialand. In den Quartermain Mountains ragt er 1,1 km südwestlich des University Peak zwischen den Kopfenden des University Valley und des Farnell Valley auf.
Das New Zealand Antarctic Place-Names Committee benannte ihn im Anschluss an geologische Arbeiten, die hier zwischen 1980 und 1981 stattgefunden hatten. Namensgebend ist eine hier gefundene Form von Massenbewegung (englisch slump) in einer Zone sogenannten Metschel-Tillits.